# ناسك الصومعة
ناسك الصومعة مجموعة قصصية للأديبة د.سناء شعلان، صادرة في عام 2006 عن نادي الجسرة الثقافي الاجتماعي في الدوحة - قطر،وهي حائزة على جائزة الناصر صلاح الدين الأيوبي وجائزة الأديب محمد طمليه في الأردن للقصة القصيرة للعام 2014. 
وهي مجموعة قصصية ذات مغامرة تجريبية جريئة في المزاوجة بين القصة القصيرة والقصة القصيرة جداً، ليس في مجموعة قصصية واحدة وحسب، بل في القصة الواحدة، لاسيما أنّ المجموعة تتّسم بسمة القصة الأم التي تلد قصصاً ضمن وحدة موضوعية واضحة.
والقصص المتوالدة في هذه المجموعة تكتسب شرعيتها وحدثها المحور أو فكرتها المحرّك للأحداث من أزمتها المشتركة مع القصة الأم، ويصل عدد القصص المتوالدة من القصة الأم في بعض الأحيان في المجموعة إلى 28 قصة قصيرة، كما أنّ هذه القصص تمتدّ من بضعة سطور إلى بضعة صفحات.
ولعلّ القلق والارتباك والشكّ والسخرية وشجب التداعي والسقوط بأنواعه هي السمات الرئيسة في هذه القصص التي تغزو المتلقّي بهواجسها بعد أن تقدّم نفسها له بلغة رشيقة أنيقة، تحتفي بالكلمة كما تحتفي بالألم والصراع والقلق الذي يسكنها، وتحاول أن تدّعي حياديتها، لكنّها تسقط بسهولة وبعد سبق إصرارٍ في فخّ الرّفض والتنديد، وهي في سبيل ذلك تتستّر طويلاً وراء الفنتازيا والمخيال الشعبي والتاريخ المفترض أو المتخيّل أو الفكاهة السّوداء أو السّرد الغرائبي والعجائبي أو خلف المفارقات المضحكة المبكية عبر 15 قصة قصيرة أو قصة قصيرة جداً.

## الاهتمام النقدي
- مجموعة ناسك الصومعة لسناء شعلان:كابوس القلق الحاضر" : د.رحيم عبد الله فايز.

كما أنّها جزء من دراسة الأطروحات العلمية التالية:
- رسالة ماجستير بعنوان "الرؤية السّرديّة ومكوّناتها في تجربة سناء شعلان القصصيّة""،أعدّها الباحث محمد صالح مشاعلة، بإشراف الأستاذ الدّكتور بسّام قطوس، كلية الآداب والعلوم، جامعة الشّرق الأوسط للدّراسات العليا، الأردن،2014.
- رسالة ماجستير بعنوان "الشخصيّة في قصص سناء شعلان"،أعدّها الباحث ميزر علي الجبوري، بإشراف الدّكتور غنام محمد خضر، كلية التربية، جامعة تكريت، العراق،2013.
- رسالة ماجستير بعنوان "النّزوع الأسطوريّ في قصص سناء الشّعلان:دراسة نقديّة أسطورية"،أعدّتها الباحثة وناسه مسعود علي كحيلي، بإشراف الدّكتور وليد بوعديلة، قسم اللّغة العربية، تخصص أدب مقارن، جامعة سكيكدة، العراق، عام 2010.

كتاب بعنوان" فضاءات التّخييل مقاربات في التشكيل والرؤى والدّلالة والرّؤى والدّلالة في إبداع سناء الشّعلان القصصيّ:بقلم مجموعة من النّقاد، وإعداد وتقديم ومشاركة د.غنّام محمد خضر.